# Angelo Massagli
Angelo Massagli, född 1992, är en amerikansk skådespelare som medverkat i filmerna Stuart Little 2 och School of Rock samt två avsnitt av TV-serien Cosby, 18 avsnitt av TV-serien Sopranos och ett avsnitt av TV-serien Cupid.

## Filmografi
- 2002 – Stuart Little 2
- 2003 – School of Rock